# Andrei Ciontu
Andrei Ciontu (n. 12 iunie 1933, București – d. 30 mai 2016, București) a fost un inginer ofițer român, cercetător, inventator, cadru didactic, doctor în științe, membru în Divizia de Istoria Tehnicii a Comitetului Român de Istoria și Filozofia Științei și Tehnicii al Academiei Române.

## Biografie
S-a născut în 1933, în București. Urmează 4 clase primare (1940-1944) la Școala nr.7 Mixtă din sectorul 2, după care 7 clase liceale (1944-1951) la Liceul "Mihai Viteazul", devenit vremelnic Liceul de băieți 3/12. Urmează apoi studiile universitare (1951-1956) la Facultatea de Electronică și Telecomunicații din Institutul Politehnic București, făcând parte din prima promoție de ingineri electroniști din România. Imediat după absolvirea facultății, secția Radiocomunicații (grupa 806), este selectat de Ministerul Apărării Naționale și devine ofițer inginer, meserie pe care o va îmbrățișa până la ieșirea la pensie, în 1990.
Între 1956 și 1969 își desfășoară activitatea de cadru didactic în învățământul militar tehnic de nivel post liceal și superior, la Școala Militară de Ofițeri de Radiolocație București (până în 1960), școală care s-a mutat la Brașov (pe atunci orașul Stalin), unindu-se cu școală militară de acolo și devenind Școala Militară de Ofițeri de Artilerie Antiaeriană și Radiolocație, iar din 1964 Școala Militară Superioară de Ofițeri de Rachete Antiaeriene și Radiolocație. Această școală forma ofițeri (locotenenți) tehnici într-o specialitate modernă, RADARUL, pentru Armata Română. Andrei Ciontu este încadrat inițial ca lector în cadrul catedrei de Bazele radiolocației, disciplină predată în anul doi de studiu.
În primii 4 ani, la Școala din București, a fost avansat la gradul de căpitan și trecut în funcția de lector superior. După mutarea la Brașov a fost avansat la gradul de maior și promovat locțiitor șef catedră, ulterior șef catedră.
Tot în perioada cât a predat la Școala din București (1959), obține certificatul de radioamator receptor (YO3-1519) și își va păstra această pasiune toată viața.
În vara anului 1969, la cerere, este mutat la Institutul Tehnic de Cercetare Proiectare al Armatei (ITCPA), nou înființat, devenit ulterior Institutul de Cercetare și Inginerie Tehnologică (ICIT) (1979 – 1986), respectiv Institutul de Cercetare Științifică și Inginerie Tehnologică al Armatei (ICSITA) (1986-1991). Aici ocupă funcția de cercetător științific la „Transmisiuni”, secția Radio-radioreleu. Din 1974, la cerere, trece la Laboratorul de Sesizoare condus de col.dr.ing. Mircea Călugăreanu, unde se vor demara, pentru prima oară în România, cercetări științifice de RADAR. Aici va coordona timp de 3 ani o echipă de cercetare-proiectare care a realizat primele 2 modele experimentale din țară de radare de câmp tactic (ME 1974 și ME 1977). Deși nu au fost finalizate, neavând beneficiari care să aibă resurse financiare, acest proiect a constituit „o școală” pe baza căreia o altă echipă a realizat un radar de câmp tactic perfecționat (RCT 5) introdus în fabricație de mică serie la Electronica și Electromagnetica.
Ulterior acestui proiect, a început lucrul la un alt sistem de tip RADAR, purtat de către o persoană, solicitat de Comandamentul Trupelor de Grăniceri. În sprijinul acestui proiect a fost realizată prima diodă IMPATT românească, de către un colectiv IPB-ICCE-IPRS (1978), diode semiconductoare de detecție și mixare în microunde (banda vizată 10 GHz), ferite de microunde, dispozitive cu ferite (în special, circulatori), plăci de polistiren standard placat metalic, ș.a. Modelul experimental realizat în 1984 (RP 84) descoperea omul mergând la 1Km și autovehiculele în mișcare până la 2 Km, folosind o putere de emisie în undă continuă (CW) de câțiva zeci de mW. Proiectul a fost însă încheiat după realizarea unui lot de 5 exemplare neutilizate.
Către sfârșitul anilor '80 a făcut parte dintr-o echipă de realizare a unui RADAR modern de descoperire și tragere AA la joasă înălțime, montat pe un șenilat ușor. În calitate de „locțiitor șef Secție Radiolocație și Aparate de Conducerea Focului” și de Secretar Științific de Facto, activitatea sa a fost preponderent concepțională și de coordonare a unui contract cu ICRET.
Se pensionează la cerere, pe 3 martie 1990. Mai lucrează 6 luni la IEI - București, fiind angrenat în producția și inovarea radarului ”Start 1”.
În 1989 a participat la organizarea Seminarului RADAR lunar de la Casa Centrală a Armatei și a primului (și singurului) Simpozion Național de Radar, „SNR’89”, sub Egida Academiei RSR.
În perioada cât a fost cercetător s-a înscris la doctorat (1974), la Academia Tehnică Militară, la prof. G-ral. mr. dr. ing. Gheorghe Ardelean. În 1979 a primit titlul de doctor inginer după ce a susținut lucrarea: Contribuții la îmbunătățirea parametrilor funcționali ai radiolocatoarelor pentru cîmpul tactic.
În 1985 devine radioamator E/R cu indicativul YO3FGL.
A publicat în Sport și Tehnică, Tehnium, Buletinul tehnic MapN, etc, și a susținut comunicări la sesiunile științifice ale institutului. Între 1994 - 1996 a fost redactor coordonator la Tehnium în echipă cu Ilie Mihăescu. A fost colaborator la revista FRR Radiocomunicații și Radioamatorism (1996-2012), secretarul general al FRR și redactor-șef al revistei. A colaborat la publicarea unui număr de 9 cărți tehnice, împreună cu Ilie Mihăescu, Vasile Ciobăniță, Laurențiu-Horia Moisin, Ștefan Ianciu, Șerban Naicu, Marius Ungureanu. A fost „senior member” al asociației nonprofit „Pro radio antic” din Arad.
Începând din anul 2011 devine membru al Diviziei de Istoria Tehnicii a Comitetului Român de Istoria și Filozofia Științei și Tehnicii al Academiei Române.
Are 56 de inovații certificate precum și un număr de 9 invenții brevetate.
În 1957 se căsătorește și are două fiice.
A decedat la 30 mai 2016 și a fost înmormântat cu onoruri militare la Cimitirul Iancu Nou din București.
Muzeul Universității Politehnica din București adăpostește câteva exponate donate de Andrei Ciontu și care marchează momente din viața sa.

## Distincții și decorații
Pentru meritele sale în domeniul militar, a fost decorat cu ordine și medalii românești, după cum urmează: 
- Ordinul Meritul Militar – clasele III-I;
- Medalia jubiliară "A XX-a Aniversare a Zilei Forțelor Armate ale RPR".

## Lucrări publicate

### Teză de doctorat
- Contribuții la îmbunătățirea parametrilor funcționali ai radiolocatoarelor pentru cîmpul tactic, București, 1979.

### Cărți
- Sisteme de determinare automată a coordonatelor cu ajutorul mijloacelor radiotehnice, Editura Militară, București, 1973, Colecția Noutăți tehnico-științifice;
- 121 scheme de radioreceptoare, Andrei Ciontu, Ilie Mihăescu, Editura TEORA, București, 1996, 140p., ISBN 973-601-566-1;
- Auto electronică, Andrei Ciontu, Ștefan Ianciu, Editura TEORA, București, 1996, ISBN 973-601-277-8, 208 p.;
- 371 scheme electronice, Andrei Ciontu, Ilie Mihăescu, Editura TEORA, București, 1997, 255p., ISBN 973-601-437-1;
- Pagini din istoria electronicii și radiocomunicațiilor, Andrei Ciontu, Laurențiu Moisin, Șerban Naicu, Vasile Ciobăniță - Editura Național, București, 1998;
- 153 montaje practice, Andrei Ciontu, Ștefan Ianciu, Vasile Ciobăniță, Marius Ungureanu, Editura TEORA, București, 1999, 270p.;
- Electronică auto, Andrei Ciontu, Ștefan Ianciu, Editura TEORA, București, 2000, 200 p., ISBN 973-200-193-3;
- Electronică auto, Ed. a 2-a, Andrei Ciontu, Ștefan Ianciu, Editura TEORA, București, 2002, 192 p.;
- File din istoria radiotehnicii și electronicii românești, Personalități, Editura Nagard, Lugoj, 2013, ISBN 978-606-592-128-3, 356 p.;
- File din istoria radiotehnicii și electronicii românești, Realizări, Editura Nagard, Lugoj, 2013, ISBN 978-606-592-129-0, 270 p.;
- Pagini anecdotice din viața unor savanți români, Editura Nagard, Lugoj, 2013, ISBN 978-606-592-135-1, 152 p.;
- Pagini anecdotice cu și despre profesori și savanți români.

### Articole
- Aplicație neconvențională a circuitului integrat βE 561Z Arhivat în 9 august 2016, la Wayback Machine. în Tehnium, nr.11/1993, Anul XXIII, nr. 276, p.2, ISSN 1223-7000;
- Oscilatoare în banda X Arhivat în 9 august 2016, la Wayback Machine. în Tehnium, nr.2/1994, Anul XXIV, nr. 279, pp. 6-8, ISSN 1223-7000;
- Miniradar anticoliziune auto Arhivat în 9 august 2016, la Wayback Machine. în Tehnium, nr.5/1998, pp. 20-21, ISSN 1223-7000;
- Imitator - indicator radar Arhivat în 9 august 2016, la Wayback Machine. în Tehnium Internațional, nr.5-6/2000, anul XXX, nr.331-332, pp.12-13, București;
- Profesorul Tudor Tănăsescu Arhivat în 18 septembrie 2016, la Wayback Machine. în Radiocomunicații și Radioamatorism, Revista Federației Române de Radioamatorism, nr.3/2002, anul XIII, nr.145, pp.23-25, București;
- Adaptor C-metru Arhivat în 9 august 2016, la Wayback Machine., Tehnium, iunie 2002, pp.19-21;
- Radioul – O invenție insuficient apreciată Arhivat în 17 septembrie 2016, la Wayback Machine., Dr.ing.Andrei Ciontu, NOEMA vol.IX, 2010, pp.328-337.

### Comunicări la sesiuni
- Defazor nereciproc cu ferită, comandat în curent, în banda X, A XII-a sesiune de comunicări științifice ICIT-București, col.dr.ing. Andrei Ciontu, fiz. Miron Cățoiu, 1980, Muzeul Universității Politehnica București (360);
- Considerații privind proiectarea unui sistem RAF pentru un generator magnetron, A XII-a sesiune de comunicări științifice ICIT-București, col.dr.ing. Andrei Ciontu, cpt.ing. Al. Crăciun, 1980, Muzeul Universității Politehnica București (360);
- Cercetări privind realizarea emițătoarelor din radarele de navigație fluvială și maritimă, A VII-a sesiune de comunicări științifice a cadrelor didactice din Institutul de marină Mircea cel Bătrân, Andrei Ciontu, Ștefan Toporan, Alexandru Crăciun, Neculai Podariu, 7-8 iunie 1980, Muzeul Universității Politehnica București (360);
- Unele probleme ale descoperirii țintelor aeriene ce evoluează la înălțimi mici, A XVIII-a sesiune de comunicări științifice a Academiei Militare, col.dr.ing. Călugăreanu Mircea, col.dr.ing. Ciontu Andrei, 18-19 noiembrie 1980, Muzeul Universității Politehnica București (360);
- Contribuții la realizarea controlului electronic al frecvenței generatoarelor magnetron, A XVIII-a sesiune de comunicări științifice a Academiei Militare, fiz. Cățoiu Miron, col.dr.ing. Ciontu Andrei, cpt.ing. Crăciun Alexandru, 18-19 noiembrie 1980, Muzeul Universității Politehnica București (360);
- Unele aspecte privind recondiționările și reglajele generatoarelor magnetron, Simpozionul de Electronică Aplicată, IPB, Ciontu Andrei, Crăciun Alexandru, 24 aprilie 1981, Muzeul Universității Politehnica București (360);
- Unele probleme privind comanda, controlul și protecția electronică a emițătoarelor de radiolocație, Simpozionul de Electronică Aplicată, IPB, Ciontu Andrei, Toporan Ștefan, Podariu Neculai, 24 aprilie 1981, Muzeul Universității Politehnica București (360);
- Modulator cu tub electronic cu vid și transformator de impuls, A XIII-a sesiune de comunicări științifice ICIT-București, col.dr.ing. Andrei Ciontu, ing. Vasile Preda, cpt.ing. Ștefan Toporan, cpt.ing. Alexandru Crăciun, Fiz. Neculai Podariu, 28 aprilie 1981, Muzeul Universității Politehnica București (360);
- Redresoare de înaltă tensiune pentru radar, la frecvența rețelei, A XIII-a sesiune de comunicări științifice ICIT-București, col.dr.ing. Andrei Ciontu, ing. Vasile Preda, Fiz. Neculai Podariu, 28 aprilie 1981, Muzeul Universității Politehnica București (360);
- Soluții constructive pentru radarele de navigație maritimă, A III-a conferință națională a specialiștilor din domeniul construcțiilor de nave, Universitatea Galați, col.dr.ing. Andrei Ciontu, lt.col.ing. Ianciu Ștefan, 15-16 mai 1981, Muzeul Universității Politehnica București (360);
- Cercetări privind realizarea în țară a unui radar de navigație navală, A III-a conferință națională a specialiștilor din domeniul construcțiilor de nave, Universitatea Galați, dr.ing. Andrei Ciontu, ing. Ștefan Ianciu, ing. Gheorghe Serețeanu, ing. Constantin Vîjaică, ing. Ștefan Toporan, ing. Alexandru Molnar, 15-16 mai 1981, Muzeul Universității Politehnica București (360);
- Influența polarizării de curent continuu la detectoarele și mixerele de microunde, Al II-lea Simpozion Național de Tehnica Microundelor, IPB, dr.ing. Andrei Ciontu, ing. Ștefan Ianciu, 30-31 octombrie 1981, Muzeul Universității Politehnica București (360);
- Reglarea și controlul emițătoarelor în impuls cu magnetron, Al II-lea Simpozion Național de Tehnica Microundelor, IPB, dr.ing. Andrei Ciontu, ing. Ștefan Toporan, ing. Alexandru Crăciun, fiz. Neculai Podariu, 30-31 octombrie 1981, Muzeul Universității Politehnica București (360);
- Considerente de proiectare și de tehnologie privind realizarea antenelor plate de microunde, Al II-lea Simpozion Național de Tehnica Microundelor, IPB, dr.ing. Andrei Ciontu, ing. Virginia Popa, 30-31 octombrie 1981, Muzeul Universității Politehnica București (360);
- Considerente de proiectare a cavităților rezonante paralelipipedice, Al III-lea Simpozion Național de Tehnica Microundelor, IPB, col.dr.ing. Andrei Ciontu, noiembrie 1983, Biblioteca Națională a României III 180089, Muzeul Universității Politehnica București (2648);
- Determinarea zgomotului oscilatoarelor cu diodă IMPATT, Al III-lea Simpozion Național de Tehnica Microundelor, IPB, dr.ing. Andrei Ciontu, fiz. Cățoiu Miron, fiz. Podariu Neculai, noiembrie 1983, Biblioteca Națională a României III 180089, Muzeul Universității Politehnica București (2648);
- Unele probleme de microunde în realizarea unui miniradar cu emisie continuă, Al III-lea Simpozion Național de Tehnica Microundelor, IPB, dr.ing. Andrei Ciontu, fiz. Podariu Neculai, noiembrie 1983, Biblioteca Națională a României III 180089, Muzeul Universității Politehnica București (2648);
- 60 de ani de la fabricarea primului radioreceptor la întreprinderea Radio Popular (1949-2009), Simpozion organizat la centenarul Muzeului Național Tehnic Dimitrie Leonida, 9 aprilie 2009;
- Pentru o istorie veridică a radioamatorismului românesc, la Simpozionul ”50 ani de radioamatorism la Câmpina”, Radioclubul Câmpina, 19 dec. 2009;
- 50 de ani de la fabricarea în România, sub licență, a primului televizor AN, sesiunea DIT-CRIFST, 21 octombrie 2011;
- Un pioner al radiotehnicienilor români: Emil Giurgea, sesiunea DIT-CRIFST, 23 octombrie 2012;
- Primul Simpozion Național de RADAR –SNR ’89– un simpozion unicat, sesiunea DIT-CRIFST, 17 octombrie 2013.
- I. C. Florea – longeviv inginer român de radiocomunicații, sesiunea DIT-CRIFST, 16 octombrie 2014;
- 60 de ani de la absolvirea Facultății de Electronică și Telecomunicații a primei promoții de ingineri electroniști 1956, Andrei Ciontu, Petre Varlam - sesiunea DIT-CRIFST, 14 aprilie 2016;
- Istoria diodei IMPATT românești, sesiunea DIT-CRIFST, 14 aprilie 2016;
- Unele aspecte ale evoluției tehnice a radioreceptoarelor, Dr.ing.Andrei Ciontu, Pro Radio Antic.

### Brevete de invenție
- Metodă de compensare termică a frecvenței generatoarelor blocking cu tranzistoare, Brevet 00061009/8.04.1972, cerere 70461, 7 H03K 4/54, 3 pag.;
- Metodă de căutare automată în distanță la radarele cu emisie continuă și afișare pe un panou decadic cu becuri, Brevet 00069896/4.12.1976, cerere 88639, 7 G01S 13/18, 5 pag.;
- Metodă de măsurare a distanței radar, Brevet 00069897/4.12.1976, cerere 88640, 7 G01S 13/22, 4 pag.;
- Sistem de căutare automată în distanță la radiolocatoarele cu emisie continuă și modulație de cod, Brevet 00069898/4.12.1976, cerere 88641, 7 G01S 13/18, 4 pag.;
- Radar cu emisie continuă și modulație de frecvență, Brevet 00080568/9.10.1978, cerere 95355, 7 G01S 13/18, 4 pag.;
- Procedeu de reglare manuală a frecvenței generatoarelor magnetron, împreună cu Crăciun Alexandru, Brevet 00079718/16.03.1981, 7 H03B 9/10, 4 pag.;
- Alimentator modulator pentru dioda IMPATT, împreună cu Cățoi Miron, Brevet 00089800/6.09.1982, cerere 115652, 7 H03B 7/06, 3 pag.;
- Miniradar cu emisie continuă, cu modulație de fază, împreună cu Moisin Laurențiu Horia, Brevet 00091609/28.12.1984, cerere 117012, 7 G01S 13/36, 3 pag.;
- Divizor regenerativ de frecvență, Brevet 00106316/16.10.1989, cerere 142010, 7 H03B 19/00, 7 pag. .